# Alpen-Schlammschnecke
Die Alpen-Schlammschnecke (Radix labiata, Syn.: Radix peregra (O. F. Müller, 1774)) ist eine Wasserlungenschnecke aus der Familie der Schlammschnecken (Lymnaeidae). 

## Merkmale
Das Gehäuse ist spitzkonisch mit etwa 4,5 bis 5 Windungen. Diese nehmen relativ gleichförmig in Höhe und Breite zu. Die festwandige Schale ist bräunlich oder graubraun mit einem violetten Schimmer. Die Außenlinie ist gerade; der Mündungsrand fällt vom oberen Ansatz gleich steil ab. Die Gehäuse sind 12–20 mm hoch und 7–13 mm breit.

## Lebensweise und Verbreitung
Die Art lebt in kleinen, stehenden oder langsam fließenden Gewässern. Sie kommt auch im Gebirge vor. Sie kommt in Mittel- und Südeuropa bis in die Türkei in isolierten Vorkommen vor und ist relativ selten.

## Ähnliche Arten
Die Art kann der Gemeinen Schlammschnecke sehr ähnlich sein. Diese ist in der Regel aber breit, die Mündung stärker ausgebogen. In Extremformen hilft aber nur eine Untersuchung des Bursastiels im weiblichen Geschlechtstrakt. 